# Ted Ray (színművész)
Ted Ray, született Charles Olden, (Wigan, Lancashire,, Egyesült Királyság, 1905. november 21. – London, 1977. november 8.) brit (angol) színpadi és filmszínész, komikus. Alapvetően kabarészínpadokon, színházi vígjátékokban, televíziós szórakoztató műsorokban dolgozott. Brit filmvígjátékokban is szerepelt, ismert alakítása Wakefield iskolaigazgató az 1959-es Folytassa, tanár úr! c. filmben.

## Élete

### Származása
Charles Olden néve született a lancashire-i Wiganben, édesapja id. Charles Olden színpadi komikus és utánzóművész volt, aki Charlie Alden művésznéven szerepelt. Édesanyja Margaret Ellen Kenyon volt. Születése után szülei Liverpoolba költöztek, a liverpooli lokálpatrióták Tedet született földijüknek tekintik. Az anfieldi községi iskolába járt (ma Liverpool elővárosa), majd a Liverpool Collegiate School középiskolába.

### Pályája
Az 1940-es évektől már színészként, rádióbemondóként és rádiós műsorvezetőként dolgozott. 1949-ben felvette a „Ted Ray” művésznevet. 
Rendszeres heti szórakoztató műsora volt a rádióban, Ray’s A Laugh címmel, 12 éven át, 1949-től 1961-ig. 
Nagy-Britanniában ez a műsor igen ismert és népszerű volt. Az adásban Ray feleségét Kitty Bluett (1916–1994) játszotta el. Műsorában olyan ismert személyiségek is felléptek, mint Peter Sellers, Fred Yule, Patricia Hayes, Kenneth Connor, Pat Coombs és Graham Stark. 1949–1950-ben az angol rádiósok és médiamunkások érdekvédelmi és jószolgálati szövetségében, a „Vízipatkányok Rendjében” (Grand Order of Water Rats) Ray töltötte be a „Patkánykirály” (King Rat) vezető tisztséget.
Hangszeres komikusként hegedűn játszott (rosszul), először „Hugh Neek”, aztán „Nedlo, a cigányprímás” művésznév alatt. Az 1950-es évek végén, 1960-as években néhány angol filmvígjátékban is szerepet kapott. Emlékezetes alakítása William Wakefield iskolaigazgató (headmaster) megformálása Gerald Thomas rendező 1959-es Folytassa, tanár úr! filmjében, a Folytassa-sorozat harmadik darabjáben.
Az 1960-as évektől, a televízió térhódításával Ray helyet kapott a tévéműsorokban is. A Jackanory gyermekműsorban mesét olvasott. 1974-ben ismét a BBC rádióban szerepelt a The Betty Witherspoon Show-ban, színész-kollégáival, Kenneth Williamsszel, Miriam Margolyesszal és Nigel Reesszel.

### Magánélete
Az 1930-as évek elején feleségül vette Dorothy Sybil Stevens revütáncosnőt (1909–?), George Henry Stevens gépészmérnök leányát. Két gyermekük született, Robin Ray (1934–1998) színész, zenész és rádiós műsorvezető, az 1970-es években ismert televíziós személyiség, klasszikus zenei műsorok rendezője; és Andrew Ray (1939–2003) gyermekszínész, majd színpadi és televíziós színész.
Kiváló golfjátékos volt, gyakran játszott profi játékosok ellen. Szerette az alkoholt is. 1975-ben sportolás és italozás után motorkerékpáron hazafelé tartva súlyos balesetet szenvedett. Sérülései következtében ezután csak mankóval tudott járni, ráadásul elmarasztalták ittas járművezetés és közveszély okozása miatt. 1977. június 16-án hosszabb interjút adott a Radio 4 Extrának, ahol részletesen beszélt életének eseményeiről.
1977. november 8-án végzetes szívinfarktust kapott és meghalt.

## Főbb filmszerepei
- 1952: Meet Me Tonight, George Pepper
- 1959: Folytassa, tanár úr! (Carry On Teacher), William „Wakie”' Wakefield iskolaigazgató (Headmaster)
- 1959: Tessék lapozni (Please Turn Over), Edward Halliday
- 1966–1975: Jackanory, tévésorozat, Mesemondó - „The Magic Giant”
- 1977: Folyton folyvást folytassa! (That’s Carry On!), William „Wakie”' Wakefield (archív)
- 1993: Laugh with the Carry Ons, tévésorozat, önmaga, archív
- 1998: A Perfect Carry On, dokumentum-tévéfilm, William Wakefield, archív
- 1998: What’s a Carry On?, dokumentum-tévéfilm, William Wakefield, archív
- 1999: A nagy örökség (Nancherrow), tévé-minisorozat, önmaga, archív
- 2002: The Unforgettable Joan Sims, dokumentum-tévéfilm, William Wakefield, archív

## Főbb brit rádiós, televíziós show-műsorai
- 1934: Radio Parade of 1935, önmaga
- 1949–1961: Ray’s A Laugh, rádiós szórakoztató sorozat, önmaga
- 1950: A Ray of Sunshine: An Irresponsible Medley of Song and Dance, önmaga
- 1955: This Is Music Hall, tévfilm, önmaga
- 1956: Spot the Tune, tévésorozat, önmaga
- 1957: The Grand Order of Water Rats presents, tévésorozat, önmaga
- 1958: Crackerjack!, tévésorozat, önmaga
- 1958: A Christmas Night with the Stars, tévésorozat, 1958. december 28-i epizód, önmaga
- 1955–1959: The Ted Ray Show, tévésorozat, műsorvezető, önmaga
- 1959: It’s Saturday Night, tévésorozat, önmaga
- 1960: Laugh Line, tévésorozat, önmaga
- 1961: Does the Team Think?, tévésorozat, önmaga
- 1962: The Saturday Show, tévésorozat, önmaga
- 1965: I Object, tévésorozat, tanácsadó, önmaga
- 1965: Pick the Winner, tévésorozat, vitafórum-tag, önmaga
- 1966: It’s a Knockout, tévésorozat, ceremóniamester, önmaga
- 1964–1967: The Eamonn Andrews Show, tévésorozat, önmaga
- 1960–1967: Juke Box Jury, tévésorozat, vitafórum-tag, önmaga
- 1969–1972: Jokers Wild, tévésorozat, csapatkapitány, önmaga
- 1955–1975: This Is Your Life, dokumentum-tévésorozat, önmaga
- 1969: All Star Comedy Carnival, tévéfilm, önmaga
- 1975–1976: New Faces, tévésorozat, vitafórum-tag, zsüritag, önmaga
- 1975–1976: Celebrity Squares, tévésorozat, önmaga
- 1972–1976: Looks Familiar, tévésorozat, sztárvendég, önmaga

## További információ
- Ted Ray a PORT.hu-n (magyarul)
- Ted Ray az Internetes Szinkronadatbázisban (magyarul)
- Ted Ray az Internet Movie Database-ben (angolul)
- Ted Ray a Rotten Tomatoeson (angolul)
- Ted Ray Profile. Famousfix.com. (Hozzáférés: 2023. április 17.)
- ↑ AndrewRoss:  Andrew Ross. Carry On Actors: The Complete Who’s Who of the Film Series (angol nyelven). Fantom Publishing (2015). ISBN 1-906358-95-8
- ↑ RobertRoss:  Robert Ross. The Carry On Companion. London: B.T. Batsford (2002). ISBN 0-7134-8771-2
- ↑ Webber:  Richard Webber. The Complete A–Z of Everything Carry On. Harper & Collins (2005). ISBN 978-0-0071-8223-7